# Sjösa
Sjösa is een plaats in de gemeente Nyköping in het landschap Södermanland en de provincie Södermanlands län in Zweden. De plaats heeft 477 inwoners (2005) en een oppervlakte van 51 hectare.

## Verkeer en vervoer
Bij de plaats lopen de E4, Länsväg 219 en Länsväg 223.
De plaats heeft een station aan de spoorlijnen Katrineholm - Malmö en Järna - Åby.